# FIFA Online 2
FIFA Online 2 — компьютерная игра, массовая многопользовательская онлайн-игра, симулятор футбольной игры, бесплатный для загрузки и использования. FIFA Online 2 разработана совместными усилиями EA Singapore и Neowiz, издана Electronic Arts и распространяется и локализируется множеством азиатских дистрибьюторов по азиатскому региону. Изначально выпущенная в Южной Корее в 2006 году, FIFA Online 2 использовала игровой движок от игры FIFA 06, однако потом была переведена на движок FIFA 07. В июле 2010 года, игра унаследовала графический движок FIFA 10 с доработанной физикой и урезанными эффектами, для работоспособности игры на слабых компьютерах. FIFA Online 2 предоставляет возможность бесплатной игры, но она получает свои доходы от продажи виртуальных внутриигровых денег, которые используются игроками для покупки некоторых вещей, например, футбольных униформ и других принадлежностей, которые увеличивают игровой опыт и рейтинг игрока. С сентября 2010 года, покупка игровых бонусов доступна на территории Российской Федерации. 8 декабря 2013 года прекратила свою работу и была окончательно закрыта из-за отказа в продлении лицензии, отдавая предпочтение новой игре Fifa Online 3 от другого разработчика.

## Геймплей
Геймплей FIFA Online 2 наследует геймплей FIFA 10. В начале игры игрок должен выбрать футбольную команду с заниженными характеристиками и проходя через различные соревнования, увеличивать показатели каждого игрока. Есть возможность игры как с компьютерным соперником, так и PvP. С версии 202, игра получила игровой режим Africa World Cup 2010, в котором игроку предлагается принять участие в Чемпионате Мира по футболу 2010, в Африке.

## Лиги и страны
В FIFA Online 2 Росгосстрах чемпионат России не является лигой. Все команды чемпионата России отсортированы в группе Rest of World, и их нельзя выбрать для прохождения карьеры.
| - A-Лига - Австрийская Бундеслига - Бельгийская Про Лига - Серия А - Гамбринус Лига - Суперлига - Английская Премьер-лига - Чемпионат Футбольной Лиги - Первая Лига - Вторая Лига - Лига 1 - Лига 2 - Бундеслига - 2 Бундеслига - ФАИ Эирком Лига | - Серия А - Серия Б - K-Лига - Примера Дивизион - Эредивизие - Типпелиге - Польская Лига - Португальская Лига - СПЛ - Лига ББВА - Лига Аделанте - Аллсвенскан - Швейцарская Суперлига - Major League Soccer |

### Сборные
| - Аргентина - Австралия - Австрия - Бельгия - Бразилия - Камерун | - Хорватия - Дания - Англия - Финляндия - Франция | - Германия - Греция - Венгрия - Италия - Республика Корея - Ирландия - Португалия | - Мексика - Нидерланды - Северная Ирландия - Норвегия - Парагвай - Польша - Болгария | - Румыния - Россия - Шотландия - Словения - ЮАР - Испания - Швеция | - США - Уругвай - Швейцария |